# Georg Ewald von Blumenthal
Georg Ewald von Blumenthal (* 20. April 1722 in Quackenburg; † 4. September 1784 in Mewe) war ein preußischer Generalmajor, Chef des Infanterieregiments Nr. 55 sowie Ritter des Pour le Mérite und Erbherr auf Eysow und Kummerzin.

## Leben

### Herkunft

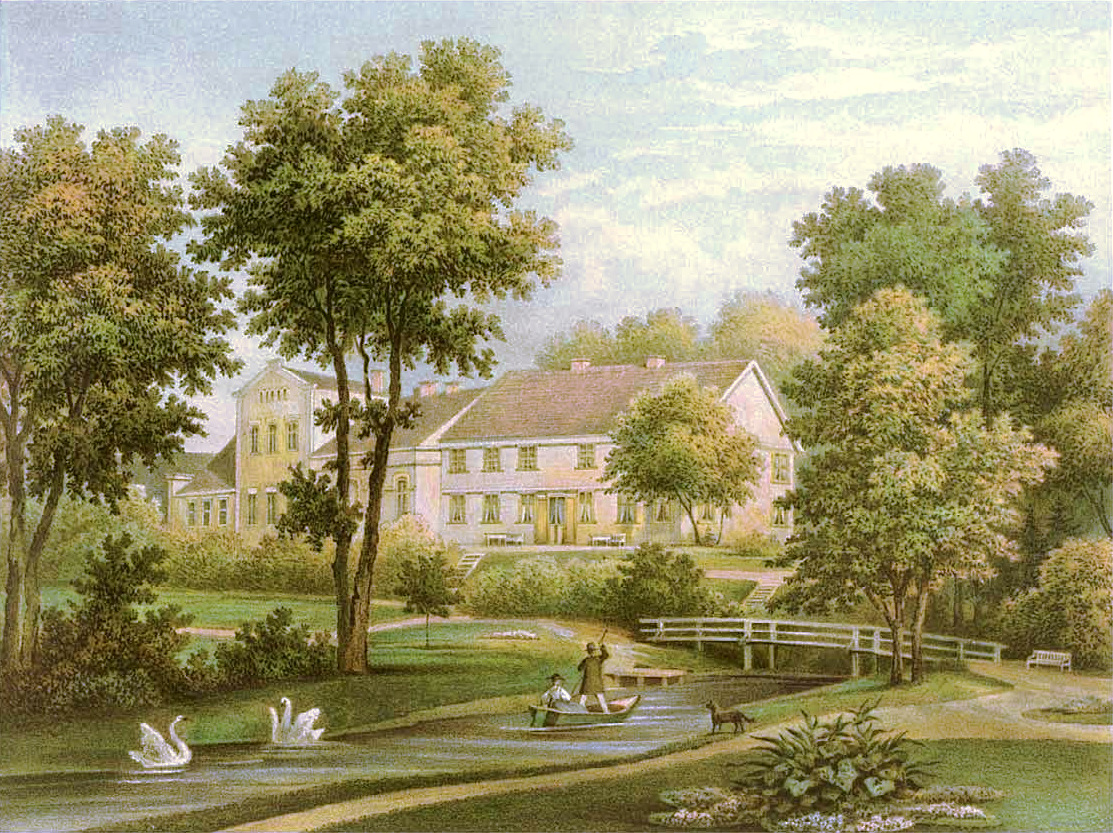
Gut Quackenburg um 1860, Sammlung Alexander Duncker

Georg Ewald entstammte dem alten märkischen Adelsgeschlecht derer von Blumenthal. Seine Eltern waren Heinrich Albrecht von Blumenthal (* 27. Mai 1693; † 17. Juli 1767), Erbherr auf Quackenburg in Pommern und dessen Ehefrau Katharina Elisabeth von Lettow (* 1, Oktober 1702; † 14. Mai 1743) aus dem Haus Machmin. Ein Bruder war der preußische Minister Joachim Christian (1720–1800) sowie der preußische Oberst Werner Heinrich (1725–1804).

### Militärkarriere
Blumenthal wurde zunächst im Infanterieregiment „Billerbeck“ Nr. 17 der Preußischen Armee angestellt und 1738 zum Fahnenjunker befördert. Er stieg dort weiter bis zum Major auf. Im Mai 1769 ernannte ihn König Friedrich II. zum Oberstleutnant. Am 8. Juni 1772 wurde er Oberst. Im Jahr 1780 erhielt er das Infanterieregiment „Hessen-Philippsburg“ Nr. 55 und am 15. August 1781 wurde Blumenthal zum Generalmajor ernannt.
Er starb im September 1784 in Mewe, wo seine Einheit stationiert war.
Blumenthal kämpfte in den Schlachten von Chotusitz, Hohenfriedberg, Soor, Lobositz, Prag, Kolin, Hochkirch, Torgau und Freiberg. Dazu bei den Gefechten von Kuttenberg, Görlitz, Holitz, Neustadt und Jauernick; sowie bei den Belagerungen von Ramklau, Brieg, Neisse und Prag. In der Schlacht bei Soor und im Gefecht von Görlitz wurde er verwundet. Nach der Schlacht bei Prag erhielt er den Pour le Mérite.

### Familie
Blumenthal war seit 7. Februar 1766 mit Barbara Helene von Zitzewitz (* 8. Februar 1745; † 22. März 1810) aus dem
Haus Goschen verheiratet. Das Paar hatte Nachkommen, darunter:
- Werner Constantin (* 28. Oktober 1773; † 17. Juni 1844) Hauptmann ⚭ 19. Februar 1805 Auguste Ottilie Anna Charlotte von Podewils (* 15. September 1784) aus dem Hause Varzin[1] Tochter von Graf Adam Heinrich August von Podewils (1747–1808)
- Heinrich Gustav Franz Ferdinand (* 4. Dezember 1766; † 27. Mai 1806) ⚭ Henriette von Tiedemann (* 29. April 1772; † 30. April 1856), Tochter von Generalmajor Karl Eduard von Tiedemann